# Canadese boomklever
De Canadese boomklever (Sitta canadensis) is een zangvogel. De vogel komt voor in Noord-Amerika.

## Kenmerken
Volwassen Canadese boomklevers hebben blauwgrijze veren op hun rug, en een roodkleurige onderbuik en wit op de kop. Dit wit contrasteert met een donkere oogstreep, met daarboven een smalle witte wenkbrauwstreep en weer donker boven op de kop dat geleidelijk over gaat in het blauwgrijs van de rug. De lichaamslengte bedraagt 11 tot 12 cm.

## Leefwijze
Deze vogels leven in de winter van de zaden van naaldbomen, in slechte jaren trekken ze massaal naar het zuiden.

## Voortplanting
De Canadese boomklever maakt zijn nest van dood hout, het liefst dicht bij de grond. Ze smeren hars rond de nestopening, mogelijk om mieren op een afstand te houden.

## Verspreiding en leefgebied
De soort komt vooral voor in de naaldbossen van Canada, Alaska, en de westkust van de Verenigde Staten. Het is een dwaalgast in Mexico. Aldus kwam de soort ooit voor op het eiland Isla Guadalupe, maar lijkt daar inmiddels te zijn verdwenen. De vogels blijven doorgaans het hele jaar in hun territorium, maar vliegen soms naar zuidelijke streken indien het voedsel in hun normale leefgebied opraakt.

## Taxonomie
De Canadese boomklever lijkt sterk op de Corsicaanse boomklever. De Canadese, Corsicaanse en Chinese boomklever werden wel gezien als relictpopulaties van dezelfde soort, de zwartkopboomklever. Volgens het fylogenetische soortbegrip zijn dit aparte soorten.